# Funtenseetauern
Der Funtenseetauern ist ein 2578 m ü. NHN hoher Grenzgipfel zwischen Deutschland und Österreich am Nordrand des Steinernen Meeres, eines der neun Gebirgsstöcke der Berchtesgadener Alpen. Der Funtenseetauern baut sich mit breiter Schulter über Königs- und Obersee südlich von Berchtesgaden auf. Dem Funtenseetauern nordwestlich vorgelagert und mit ihm durch einen Grat verbunden ist das Stuhljoch (2448 m), das mit der Stuhlwand steil in den Kessel des Funtensees abbricht.  
Der übliche Zustieg erfolgt vom Kärlingerhaus in drei Stunden Fußmarsch über den Stuhlwandrücken und das Stuhljoch (Schwierigkeit nach UIAA-Skala: I, Trittsicherheit und Schwindelfreiheit erforderlich). In Verbindung mit einem Abstieg durch das Ledererkar kann eine Überschreitung des Berges durchgeführt werden. Doch auch über das Ledererkar selbst, über den Nordrücken vom Halsköpfl, von der Wasseralm, durch den Unsünnigen Winkel oder die Steinige Grube wird (neben anderen unbekannteren und schwierigeren Varianten) der Funtenseetauern bestiegen.
Im Winter gibt der Funtenseetauern eine lohnende Skitour ab, der übliche Anstieg erfolgt im Zuge der Großen Reibn. Aber auch im Rahmen eines Aufenthalts auf dem Kärlingerhaus wird dieser Gipfel öfter mit Ski bestiegen.
Der Name „Funtenseetauern“ wird oftmals fälschlicherweise als Plural aufgefasst und als „die Funtenseetauern“ (in Analogie zu: „die Hohen Tauern“) verwendet.

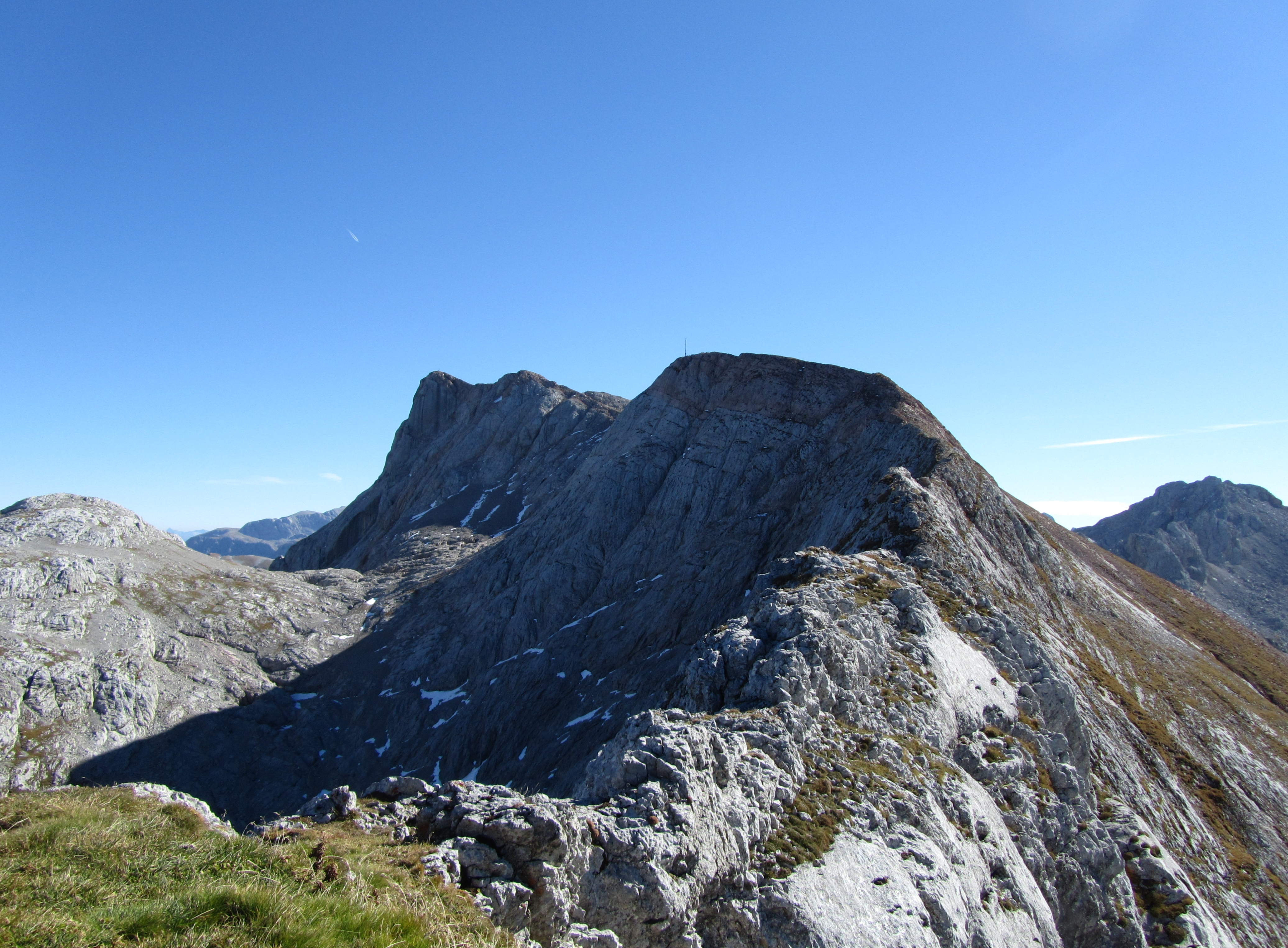
Blick vom Stuhljoch zum Funtenseetauern. Über den Grat verläuft der Normalweg vom Kärlingerhaus.
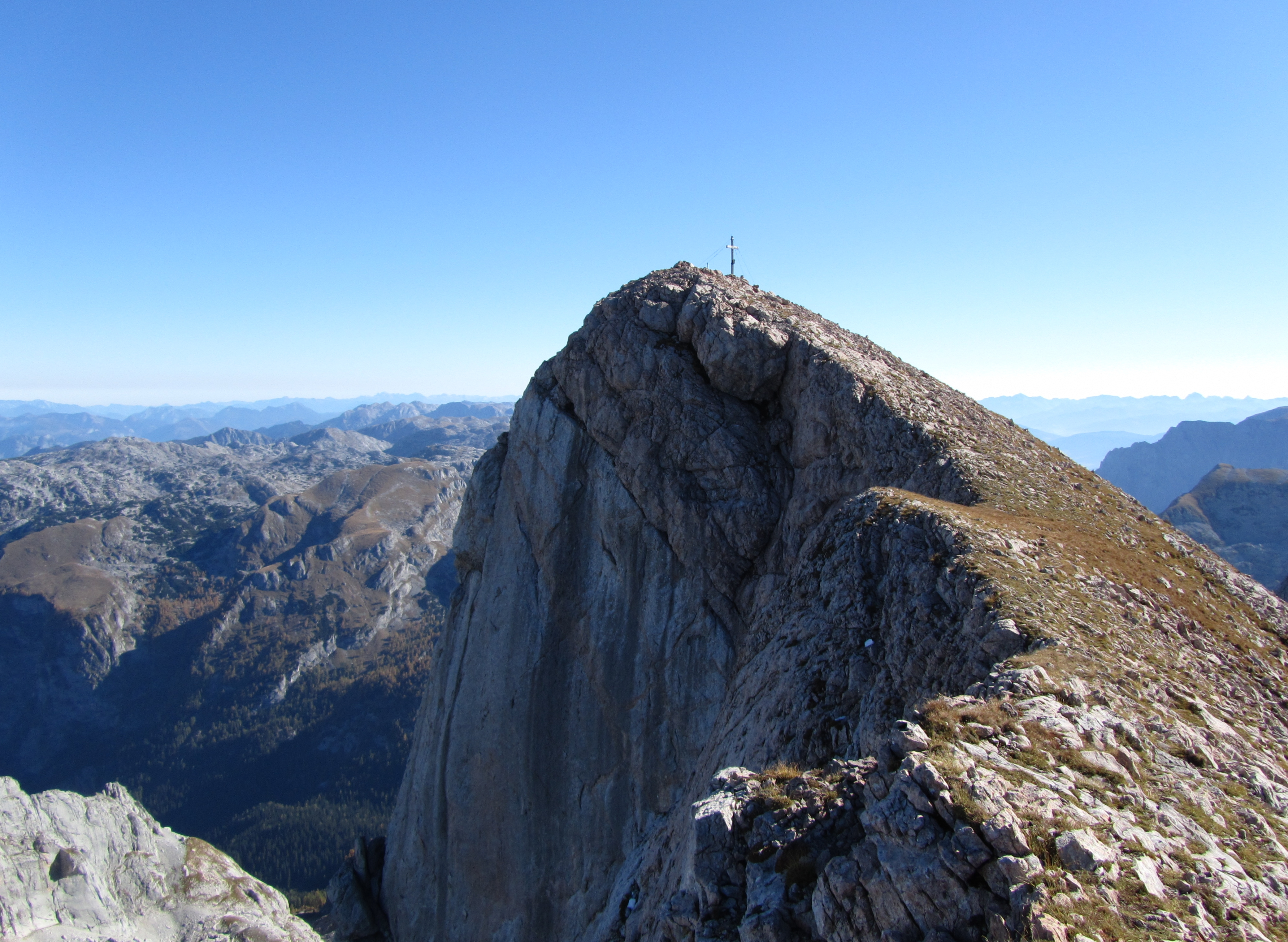
Der Gipfel des Funtenseetauern von Südwesten.
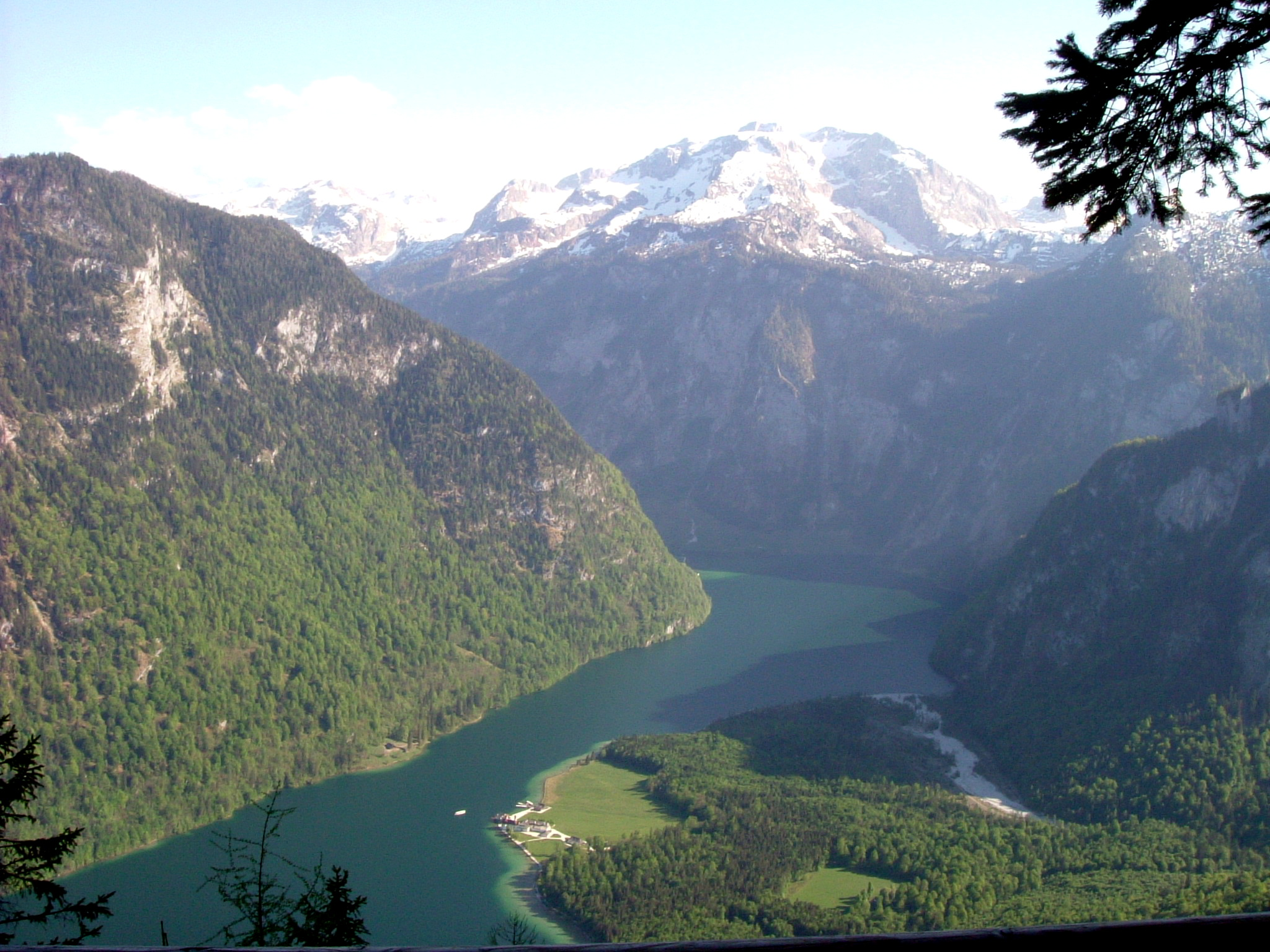
Blick von der Archenkanzel nach Süden; über dem Königssee der Funtenseetauern